# Rhynchostegium bequaertii
Rhynchostegium bequaertii är en bladmossart som beskrevs av Thériot och Georges Raymond Léonard Naveau 1942. Rhynchostegium bequaertii ingår i släktet näbbmossor, och familjen Brachytheciaceae. Inga underarter finns listade i Catalogue of Life.